# Семичевка
Семичевка (рос. Семичевка) — присілок в Сухиницькому районі Калузької області Російської Федерації.
Населення становить 2 особи. Входить до складу муніципального утворення Присілок Соболевка.

## Історія
Від 2004 року входить до складу муніципального утворення Присілок Соболевка

## Населення
| 2002 | 2010 |
| ---- | ---- |
| 12   | ↘2   |